# Heterocladium implexum
Heterocladium implexum là một loài Rêu trong họ Thuidiaceae. Loài này được (Kunze ex Schwägr.) Lorentz mô tả khoa học đầu tiên năm 1866.